# Eupithecia albimaculata
Eupithecia albimaculata là một loài bướm đêm trong họ Geometridae.